# Marcus Sergius Esquilinus
Marcus Sergius Esquilinus war ein römischer Politiker im 5. Jahrhundert v. Chr. und Mitglied des Patriziergeschlechtes der Sergier. Er gehörte nach der Überlieferung 450 v. Chr. zum zweiten Kollegium der Decemviri legibus scribundis.
Der Vorname Marcus ist bei Titus Livius und Dionysios von Halikarnassos überliefert, Diodor überliefert als Vornamen Lucius. In der Liste der römischen Konsuln und Feldherren, den Fasti Capitolini, sind weder Vorname noch Familienname rekonstruierbar, sondern nur der Beiname Esquilinus.
Der Beiname Esquilinus (nach einem der Sieben Hügel Roms) ist in der Sippe der Sergier (gens Sergia) sonst nicht bekannt, die anderen Vertreter der Sergier in der frühen Republik trugen alle den Beinamen Fidenas (nach der Siedlung Fidenae). Zwar wird das zweite Kollegium der Decemvirn von der Forschung als nachträglich eingefügt (interpoliert) betrachtet, jedoch gibt es gute Gründe, Sergius Esquilinus für eine historische Person zu erachten und ihn dem Kollegium der Decemvirn zuzurechnen.